# Protoevangelium des Jakobus

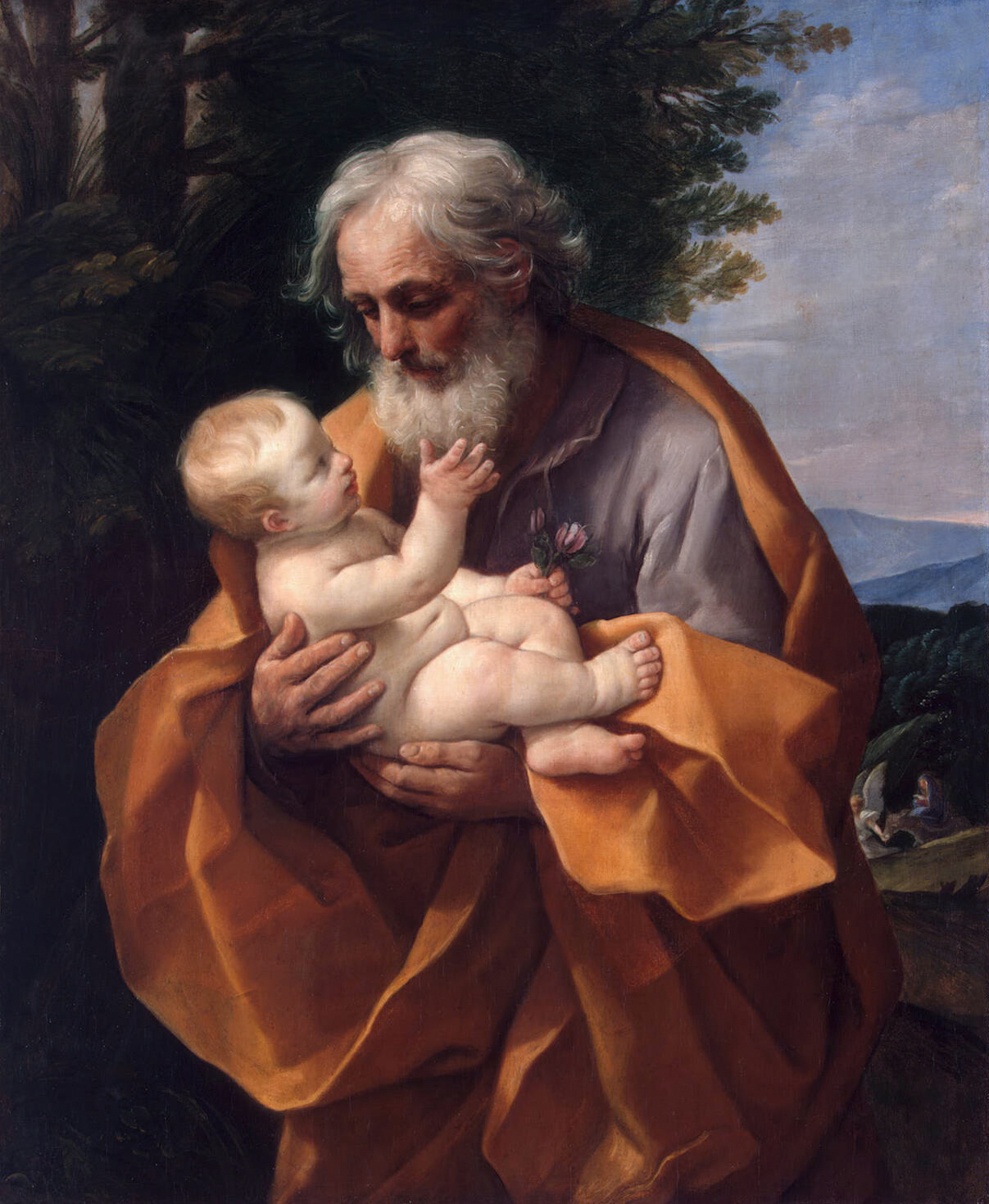
Guido Reni, Der hl. Josef mit dem Christuskind, etwa 1635. Die ikonografische Darstellung Josefs als alter Mann ist auf das Protoevangelium des Jakobus zurückzuführen.

Das Protoevangelium des Jakobus (häufig auch Protevangelium des Jakobus) ist eine frühchristliche Schrift, die vermutlich um die Mitte des 2. Jahrhunderts entstanden ist. Der neuzeitliche Titel leitet sich vom griechischen πρῶτος (prōtos, „Erst-“ oder „Anfangs-“) her und kann mit „Vorevangelium“ übersetzt werden. 
Das Protoevangelium des Jakobus schildert nicht das Leben Jesu Christi, sondern ist ein Marienleben. Es greift vor die Geburt Jesu zurück und erzählt ausführlich von der Herkunft Marias, der Mutter Jesu. Auf diese Weise kommt es dem Wunsch nach zusätzlichen Informationen über Maria – über die spärlichen Stellen in den vier kanonischen Evangelien hinaus – entgegen.
Die Schrift war in der gesamten Kirche sehr populär, wurde aber nicht in den Kanon der biblischen Schriften aufgenommen. 

## Verfasser, Entstehungszeit und -ort
Der vermutlich ursprüngliche Name der Schrift ist Geburt der Maria, sie wird im Untertitel der ältesten erhaltenen Handschrift auch Offenbarung des Jakobus genannt. Der Titel, der sich heute eingebürgert hat, ist eine nachträgliche Bildung aus dem 16. Jahrhundert, die auf den französischen Jesuiten und Humanisten Guillaume Postel zurückgeht. Postel, der das Buch wiederentdeckte, ins Lateinische übertrug und 1552 in Basel drucken ließ, hielt es für die verloren gegangene Vorgeschichte des Markusevangeliums.
Die kirchliche Tradition schrieb die Autorschaft dem Herrenbruder Jakobus zu, als welcher sich der Verfasser ausgibt. Pseudepigraphische Verfasserangaben sind in der frühchristlichen Literatur nicht ungewöhnlich. Da der Inhalt die Kindheitsgeschichten des Matthäus- und Lukasevangeliums aus dem Ende des 1. Jahrhunderts voraussetzt, war der Autor sicher kein Zeitgenosse Jesu und wird wegen seiner Unvertrautheit mit jüdischen Bräuchen oft für einen Heidenchristen gehalten.
Das Protoevangelium wurde von der Forschung lange Zeit als relativ jung angesehen und ins 5. oder 6. Jahrhundert n. Chr. datiert. Papyrifunde im 20. Jahrhundert haben diese Spätdatierung widerlegt. Heute wird die Entstehung der Schrift im Allgemeinen nicht vor 150 n. Chr. angesetzt. Sie kann aber auch nicht sehr viel später entstanden sein, da Clemens von Alexandrien († 215) und Origenes († 253/254) sie offenbar bereits kannten. Die Kanonbildung war zur Zeit der Abfassung noch nicht abgeschlossen. Die älteste Handschrift des Protoevangeliums ist der griechische Papyrus Bodmer 5, der aus dem 3. oder 4. Jahrhundert nach Christi Geburt stammt.
Der Entstehungsort der Legendensammlung konnte bisher nicht ermittelt werden. Es gibt jedoch Hinweise darauf, dass der Text nicht in Palästina verfasst wurde. So fehlen dem Verfasser Kenntnisse der geographischen Verhältnisse Palästinas (Lage von Judäa und Galiläa) und er kennt die jüdischen Vorschriften und Gepflogenheiten nur mangelhaft.

## Inhalt
Die Schrift hat 25 Kapitel, jedes Kapitel durchschnittlich drei Verse. Gattungsmäßig handelt es sich nicht um ein Evangelium, sondern einen Kranz von Legenden über das Leben Marias im Vorfeld der im Neuen Testament geschilderten Ereignisse, auf welche die Handlung hinausläuft (gewissermaßen ein „Prequel“ der kanonischen Evangelien). Berichtet werden unter Aufnahme alttestamentlicher Motive unter anderem die wunderbare Geburt Marias als Tochter von Anna und Joachim, einem „sehr reichen Mann“ aus Jerusalem, ihre Jugend als Tempeljungfrau in der Obhut der Priester im Jerusalemer Tempel und ihre Übergabe an Josef.
Demnach suchten die Priester einen Ehemann für Maria aus, der sie jungfräulich behüten sollte, als sie mit Erreichen der Pubertät den Tempel verlassen musste. Während der Hohepriester Zacharias betete, erschien ihm ein Engel, der ihn aufforderte, die Witwer Israels zusammenzurufen. Jeder sollte einen Stab mitbringen und Gott werde ein Zeichen senden, wer Maria heiraten wird. Daraufhin sandten die Priester Boten nach Judäa und Josef „warf mitten in der Arbeit sein Beil hin“ und zog zum Tempel. Der Hohepriester nahm die Stäbe, welche die Witwer mitgebracht hatten, und betete mit ihnen im Tempel. Als er sie den Männern zurückgab, schlüpfte eine Taube aus Josefs Stab und setzte sich auf seinen Kopf. Dies war das Zeichen, dass Gott Josef zum Ehemann Marias erwählt hatte.
Nach der Verkündigung des Herrn, bei der Maria in dieser Darstellung mit dem Nähen des Tempelvorhangs beschäftigt war, und dem Besuch bei der schwangeren Elisabeth, der Frau des Zacharias und späteren Mutter Johannes des Täufers, wird die sechzehnjährige Maria von Josef bei seiner Rückkehr von einer Montagereise im sechsten Monat schwanger angetroffen, was diesen entsetzt und zu einem Vergleich mit Eva veranlasst, die in Adams Abwesenheit von der Schlange verführt worden sei. Unter Tränen beteuert Maria jedoch, sie sei mit keinem Mann intim gewesen und wisse nicht, woher die Frucht in ihrem Leib stammt. Nach einem Traum, in dem ein Engel ihn auffordert, das Kind anzunehmen und Jesus zu nennen, glaubt Josef ihr und lobt Gott. Anschließend wird von der gottgewirkten Verteidigung Marias und ihres Verlobten gegen Unzuchtsvorwürfe jüdischer Schriftgelehrter erzählt. Der Hohepriester gibt Maria und Josef ein „Prüfungswasser“ zu trinken, das ihre Unschuld erweist.
Vielschichtige religionsgeschichtliche Bezüge und eine hohe literarische Qualität hat ein eingeschobenes Gedicht, in dem Josef in der Ich-Form über eine Vision vom Stillstand der Natur vor der Geburt Jesu berichtet. Eine Hebamme übernimmt die Funktion, die biologische Jungfräulichkeit Marias zu bestätigen, und singt ein an das Magnificat erinnerndes Loblied. Die eingeschobene Erzählung von der ungläubigen Salome, die nach dem Vorbild des Apostels Thomas gestaltet ist, bekräftigt die Bewahrung der Jungfräulichkeit Marias auch während der Geburt Jesu. Nach der Schilderung des Besuchs der Magier und der Rettung Jesu vor dem Kindermord in Bethlehem berichtet ein Anhang vom Tod des Hohepriesters Zacharias, der mit dem Vater Johannes des Täufers gleichgesetzt wird.
Eine Fortsetzung des Marienlebens bis zum Tod Marias fehlt im Protoevangelium des Jakobus und wird von späterer apokrypher Literatur nachgeliefert.

## Rezeption
Das Protoevangelium des Jakobus war überaus beliebt und wurde sehr schnell in zahlreiche Sprachen übersetzt, so ins Syrische, Georgische, Armenische, Kirchen-Slawische, Lateinische, Koptische, Arabische und Alt-Äthiopische. Allein die 169 slawischen Fassungen des Textes machen das Interesse an ihm deutlich. In der Ostkirche wird es in der Liturgie vorgetragen; die äthiopische Kirche, welche die Idee eines verbindlichen Kanons nicht teilt, rechnet es bis heute zum neutestamentlichen Schriftenbestand. Im Westen wurde das Protoevangelium hingegen im Decretum Gelasianum als unecht verurteilt und den apokryphen Schriften zugerechnet. Dennoch ging vieles von dem Legendengut in das Pseudo-Matthäus-Evangelium und von dort in die Legenda aurea ein und wurde auf diesem Wege zu einem festen Bestandteil abendländischer Bildung bis in die Neuzeit. Im Mittelalter konnten Schriften wie das Protoevangelium des Jakobus lange Zeit auch auf Augenhöhe mit den kanonischen Evangelien gelesen werden, bevor sich im 16. Jahrhundert als Antwort auf die reformatorische Bibelkritik und die darauf reagierenden Festlegungen des Konzils von Trient der geschlossene, auch für die römisch-katholische Kirche verbindliche neutestamentliche Bibelkanon bildete. In diesem Sinne kann das Protoevangelium zu den Rändern der mittelalterlichen Bibel gezählt werden.
Das Protoevangelium des Jakobus ist das früheste und mit Abstand wichtigste apokryphe Evangelium mit den größten Wirkungen auf Theologie und Kunst sowohl in der Ost- als auch der Westkirche. Motive aus dem Jakobusevangelium finden sich dementsprechend häufig in der christlichen Ikonographie wieder (z. B. in Da Vincis Maria in der Grotte). Auch die Darstellung des hl. Josef als älterer Mann geht auf die Schilderungen des Protoevangeliums des Jakobus zurück. In Kapitel 10,2 sagt Josef etwa von sich: „Ich bin ein alter Mann und habe Söhne“. Besonders einflussreich wurden die Berichte des Protoevangeliums für die Mariologie, insbesondere die Vorstellung von der immerwährenden Jungfräulichkeit Marias, sowie generell die Hochschätzung der Jungfräulichkeit, z. B. auch der Josefsehe, in der christlichen Frömmigkeit und Kunst.
Motive aus dem Jakobusevangelium finden sich – vermutlich vermittelt durch das arabische Kindheitsevangelium – in veränderter Form auch im Koran wieder. So werden insbesondere die Betonung der Jungfrauengeburt Isas (Sure 19,20; 3,47) und die Verteidigung der Jungfräulichkeit Maryams gegen verleumderische Beschuldigungen der Juden als unmittelbarer Reflex spätantiker christlicher Marienfrömmigkeit gedeutet, die sich ihrerseits aus dem Protoevangelium des Jakobus speiste. Während im Protoevangelium die Anfeindungen eines Schriftgelehrten schon vor der Geburt Jesu durch ein Gottesurteil erfolgreich abgewehrt werden (Kapitel 15/16), ist es im Koran allerdings der Jesusknabe selbst, der unmittelbar nach seiner Geburt auf wundersame Weise zu sprechen beginnt, um seine Mutter gegen falsche Verdächtigungen zu verteidigen (Sure 19,29–33). Die Figur des Josef als Ehemann und Beschützer Marias fehlt im Koran.